# Гарьян
Гарьян (араб. غريان‎) — столица муниципалитета Эль-Джабал-эль-Гарби в Ливии. Население — 39 561 чел. (на 2010 год).

## История
Город расположен на торговых путях с востока от Феццана до гор Нафуса. В 1884 году турки построили городской совет в Гарьяне. В 1920-х годах итальянцы проложили 90 км железной дороги между Триполи и населённым пунктом возле Гарьяна. Данная железная дорога была уничтожена британскими войсками в годы Второй мировой войны.

## Климат
| Показатель              | Янв. | Фев. | Март | Апр. | Май  | Июнь | Июль | Авг. | Сен. | Окт. | Нояб. | Дек. | Год   |
| ----------------------- | ---- | ---- | ---- | ---- | ---- | ---- | ---- | ---- | ---- | ---- | ----- | ---- | ----- |
| Средняя температура, °C | 10,8 | 12,6 | 14,7 | 18,5 | 22,1 | 25,9 | 27,1 | 27,7 | 25,8 | 21,6 | 16,7  | 12,0 | 19,6  |
| Норма осадков, мм       | 54,3 | 38,6 | 42,8 | 24,5 | 5,6  | 1,8  | 0,1  | 0,2  | 16,8 | 44,5 | 35,3  | 38,8 | 303,3 |
| Источник:               |      |      |      |      |      |      |      |      |      |      |       |      |       |

## Экономика
В городе выращивают зерно и рис для местного потребления, оливки и шафран для экспорта. В Гарьяне также производят изделия из керамики.